# Serafino de' Serafini
Serafino de' Serafini (1323 – 1393) è stato un pittore italiano, attivo a Modena alla fine del XIV secolo.

## Vita

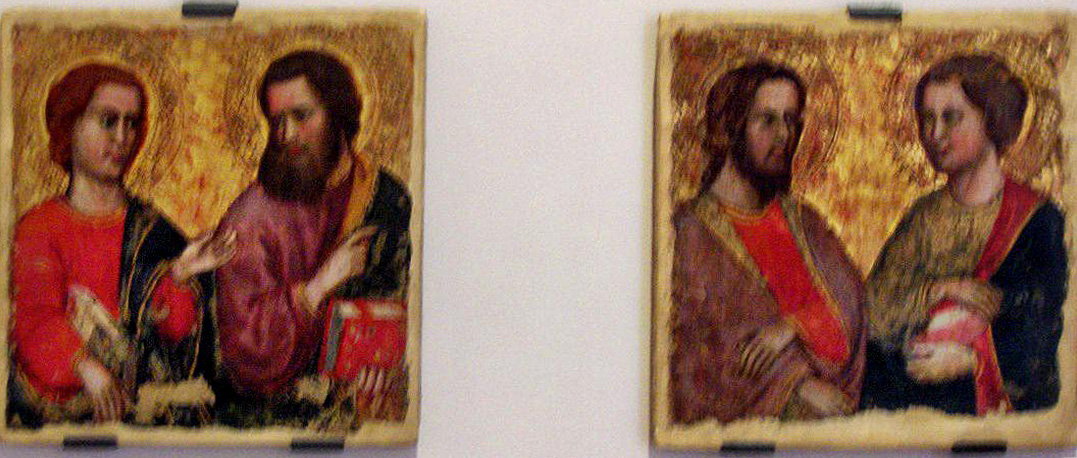
Quattro Apostoli, Museo della città di Rimini

È conosciuto per la Incoronazione della Vergine e di altri soggetti nel Duomo di Modena. L'Incoronazione reca l'iscrizione Seraphinus de Seraphinis pinxit 1385 die Jovis XXIII Marcii. Anche se c'è poco registrato di questo artista, possiamo concludere che egli era probabilmente di una certa importanza al suo tempo, dalla seguente iscrizione in una cappella dipinta da lui:
Mille trecento con septanta sei

Erano corso gli anni del Signore

E 'l quarto entrava quando a so honore

Questa Capella al nobel fin minei.

Et io, che tutta in si la storiei

Fui Serafin da Mutina Pittore.
A Serafino sono stati attribuiti tre dipinti, che ornano le pareti della Cappella Bonacolsi a Mantova:
- Battesimo di Cristo;
- Gesù tra i dottori,
- Adorazione dei Magi,

alcuni affreschi della cappella Gonzaga nella Chiesa di San Francesco a Mantova.

L'affresco dell'Assunzione in Casa Romei a Ferrara firmato Serafino de Mutina me pin..
Gli è attribuita anche una tavola bifacciale custodita nella Cattedrale di Santa Maria Maggiore di Barletta (BT): Madonna della sfida (lato A) e Cristo Redentore (lato B).